# 558

558(오백오십팔)은 557보다 크고 559보다 작은 자연수이다.

## 수학
- 합성수로, 그 약수는 총 12개다. (1, 2, 3, 6, 9, 18, 31, 62, 93, 186, 279, 558)
  - 558의 진약수의 합은 690이므로, 558은 과잉수다.
- {\displaystyle 5^{6}-1}은 558로 나누어떨어진다.

## 과학
- NGC 558: 고래자리 방향에 있는 타원 은하.

## 교통

### 철도
- 수도권 전철 5호선 하남검단산역의 역번호.

### 도로
- 현도 제558호선

## 군사
- U-558(영어판, 독일어판): 제2차 세계 대전에 사용된 나치 독일의 군용 잠수함.

## 문화유산
- 대한민국의 보물 제558호: 청자 상감운학모란국화문 매병

## 방송
- AM 558kHz: KBS대구 제2라디오 영일 송신소의 주파수.

## 기타
- 연도: 558년, 기원전 558년